# ONGAWA Ingeniería para el Desarrollo Humano
Ongawa Ingeniería para el Desarrollo Humano és una Organització No Governamental per al Desenvolupament (ONGD) que posa la tecnologia al servei del desenvolupament humà, per construir una societat més justa i solidària, basat en els drets humans. Treballa en cinc eixos: aigua, tecnologies de la informació i la comunicació, energia, empresa i el sector agroalimentari.
L'organització va crear-se a la tardor del 1990, quan un grup d'estudiants i professors de l'Escola Tècnica Superior d'Enginyers Industrials de la Universitat Politècnica de Madrid va constituir l'Associació Espanyola Enginyers sense Fronteres amb la finalitat de posar els coneixements al servei dels països més necessitats. Fins al setembre del 2011 formava part de la Federació d'Enginyeria Sense Fronteres. A partir d'aquesta data, va prendre la denominació actual i va iniciar una nova etapa marcada pel treball en xarxa, amb un enfocament de drets a l'accés universal als serveis bàsics per una tecnologia accessible i si és possible senzilla. Va evolucionar de ser una associació d'estudiants a una ONG de desenvolupament de grandària mitjana. El novembre de 2011, un programa de TIC per a la governabilitat desenvolupat al Perú juntament amb altres organitzacions, va ser premiat al concurs «ConnectaRSE» de Telefónica Perú, atorgat a iniciatives amb un impacte positiu al desenvolupament a zones rurals per l'ús de les telecomunicacions.
Al Perú col·labora amb el «Programa Willay» de suport a la governabilitat centrat en el reforç d'institucions públiques rurals amb l'ús de les Tecnologies de la Informació i la Comunicació (TIC). A Nicaragua organitza un programa de reducció de la vulnerabilitat de les àrees rurals per l'accés a l'aigua potable, el sanejament i la gestió sostenible dels recursos hídrics. Al districte de Manhiça a Moçambic busca millorar les condicions de salut de la població rural en dos àmbits complementaris: les condicions higièniques i sanitàries de la població i la qualitat de l'atenció primària de salut. A Tanzània millora les condicions de vida de les comunitats rurals amb l'objectiu de reduir morbiditat i mortalitat associades a malalties transmesos per l'aigua pol·luïda, principalment diarrea i còlera.